# Prowincja Sơn La
Sơn La wymowaⓘ – prowincja Wietnamu, znajdująca się w północnej części kraju, w Regionie Północno-Zachodnim. Na południu prowincja graniczy z Laosem.

## Podział administracyjny
W skład prowincji Sơn La wchodzi dziesięć dystryktów oraz jedno miasto.
- Miasta:

1. Sơn La

- Dystrykty:

1. Bắc Yên
2. Mai Sơn
3. Mộc Châu
4. Mường La
5. Phù Yên
6. Quynh Nhai
7. Sông Mã
8. Sốp Cộp
9. Thuận Châu
10. Yên Châu